# Jean Liccio
Jean Liccio (Caccamo, avril 1426 - Caccamo, 14 novembre 1511) est un dominicain sicilien reconnu bienheureux par l'Église catholique.

## Biographie
Il naît à Caccamo, près de Palerme en avril 1426 dans une famille d'origine modeste.  Le garçon aime utiliser ses heures libres à réciter le rosaire, l'office de la Vierge, prier devant le saint sacrement et l'image du crucifix pour lequel il a une dévotion spéciale.
À quinze ans, se sentant attiré par la vie religieuse , il part pour Palerme où le bienheureux Pierre Geremia l'invite à rejoindre l'ordre des frères prêcheurs. Il veut s'adonner entièrement à la vie contemplative, mais ses supérieurs lui ordonnent de se consacrer à la prédication à travers la Sicile. En 1466, il est envoyé prêcher à Vicence où se trouve le bienheureux Matthieu Carreri, lui aussi dominicain. En 1479, il est affecté à Naples pour réformer le couvent San Domenico Maggiore mais à la demande des siciliens, il est nommé de nouveau à Palerme en 1481 et devient par la suite vicaire et visiteur des couvents dominicains de Sicile.
Selon son hagiographie, une nuit de 1487, la Vierge lui ordonne d'aller dans son pays natal pour fonder une église et un couvent de l'ordre dominicain. Le lendemain matin, il fait part de sa vision à son prieur et, avec sa permission, il part accompagné de deux frères. Arrivé à Caccamo, l'archange saint Michel lui apparaît pour lui dire que se trouve déjà des fondations à l'endroit où il doit élever l'église. Des paysans lui font part d'avoir vu, quelques jours avant sa venue, des fondations qui n'existaient pas auparavant. Une fois l'église et le couvent construits, il se consacre entièrement à la conversion des âmes. Il décède à Caccamo le 14 novembre 1511.

## Culte
Il est béatifié le 25 avril 1753 par le pape Benoît XIV. Le culte et la dévotion du bienheureux Jean Liccio se répand dans le monde entier, par les dominicains et les émigrés originaire de Caccamo et de la Sicile ; ainsi, une chapelle est construite à Chicago en 1997. Après diverses translations dues à des rénovations de l'église de Caccamo, le 13 décembre 2005, le châsse du bienheureux est définitivement placée dans la nouvelle chapelle qui lui est dédiée ; cette dernière est bénite le 21 mai 2006 par le cardinal Salvatore Pappalardo, archevêque émérite de Palerme.